# Симеон (Цонев)
Єпископ Симеон (в миру Димитрій Попантонов Цонев, болг. Димитър Попантонов Цонев; 8 жовтня 1900, Ічме, Болгарія — 24 травня 1971, Софія) — єпископ Православної церкви Болгарії, єпископ Траянопольский.

## Біографія
Народився 8 жовтня 1900 року в селі Ічме (нині Стефан-Караджово), Болгарія, був п'ятою дитиною і четвертим сином у родині місцевого священика Антона Цонева. По материнській лінії пов'язаний з родом воєводи Стефана Караджі.
Початкову освіту здобув у рідному селі. Восени 1915 року вступив до Пловдивської духовної семінарії, яку закінчив в 1921 році. З літа того ж року служив економом в Баткунському монастирі, а з вересня 1921 до 15 жовтня 1923 року — учителем-вихователем в Черепішському священицькому училищі.
З кінця 1923 до 1927 роках навчався в нововідкритому Богословському факультеті Софійського університету святого Климента Охридського.
11 травня 1924 року, на другому семестрі навчання, в семінарському храмі святого Іоанна Рильського прийняв чернечий постриг з ім'ям Симеон від ректора семінарії єпископа Величського Михаїла. 24 липня того ж року був висвячений в сан ієродиякона єпископом Величським Михаїлом.
З 1927 до 1929 роках проходив богословську спеціалізацію в Старокатолицькому богословському факультеті Бернського університету, Швейцарія, як стіпендіант Міністерства закордонних справ.
Після повернення до Болгарії знову вчителював в Черепішському священицькому училищі до кінця 1929-1930 навчального року.
25 грудня 1931 року в Русенському кафедральному храмі святої Трійці був висвячений в сан ієромонаха митрополитом Доростольським Михаїлом.
25 грудня 1933 року, за рішенням Священного Синоду, був зведений в сан архімандрита.
З 16 січня 1941 до 31 січня 1947 року був ректором Пасторально-богословського інституту в Черепішському монастирі.
З 1 лютого 1947 по 15 квітня 1949 року — головний секретар Священного Синоду, після чого послідовно служив Синодальним делегатом в Бачковському монастирі і начальником Відділу духовного нагляду за ставропігійними монастирями при Священному Синоді.
З 5 серпня 1951 по 15 липня 1955 року — ігумен Бачковського монастиря.
З 15 липня 1955 року був головним редактором журналу «Духовна Култура», і одночасно був єпископом в Священному Синоді.
З 1 вересня 1960 до травня 1961 року — вікарій Доростольського митрополита.
З травня 1961 року і до смерті — єпископ в Священному Синоді.
Помер 24 травня 1971 році в Софії. Похований на Софійському Центральному цвинтарі.